# تادئوس کوت‌سبا
تادئوس کوت‌سبا (لهستانی: Tadeusz Kutrzeba; ۱۵ آوریل ۱۸۸۵ – ۸ ژانویهٔ ۱۹۴۷) یک ارتشبد در زمان جمهوری دوم لهستان است. او از فرماندهان ارشد نیروی زمینی لهستان و فرمانده کل سپاه پوزنان در هنگام تهاجم آلمان نازی به لهستان در سال ۱۹۳۹ بود.

## جنگ جهانی اول
تادئوس کوت‌سبا در شهر کراکوف که از زمان تجزیه لهستان در سال ۱۷۹۵ جزوی از امپراتوری اتریش-مجارستان محسوب می‌گشت متولد شد. پدر او یک افسر ارتش اتریش بود و خود او در سال ۱۸۹۶ در مدرسه نظامی کودکان واقع در بد فیش برون در نزدیکی وینر نویشتات رفت. او به تحصیلات نظامی خویش ادامه داد و در هنگام آغاز جنگ جهانی اول در سارایوو حضور داشت.

## جنگ جهانی دوم

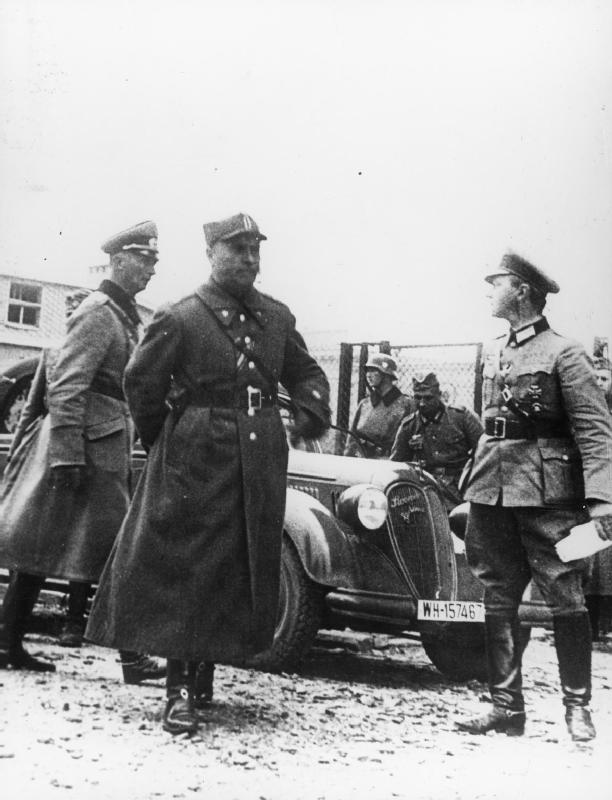
ژنرال کوت‌سبا در حال عزیمت به مذاکرات تسلیم پایتخت لهستان با ژنرال یوهانس بلاسکوویتس فرمانده ارتش هشتم آلمان

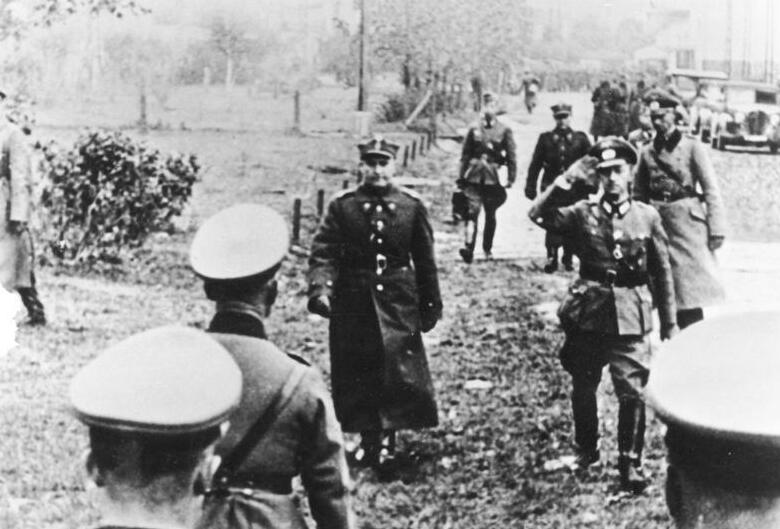
ژنرال کوت‌سبا لحظاتی پیش از امضا قرارداد تسلیم ورشو

در هنگام آغاز تهاجم آلمان به لهستان، کوت‌سبا فرماندهی سپاه پوزنان را به عهده داشت و ضد حمله لهستانی‌ها در نبرد بزورا را طراحی و هدایت نمود که طی آن فرماندهی سپاه‌های پوزنان و پومورزه را در دست داشت. پس از این نبرد او توانست در ۲۲ سپتامبر خود را به ورشو برساند که در آنجا نیز مدت کوتاهی به سمت جانشین فرماندهی سپاه ورشو منصوب گشت. در این سمت او به فرمان یولیوس رومل که فرماندهی سپاه ورشو را بر عهده داشت مسئول مذاکرات تسلیم قوای لهستانی گشت و در ۲۸ سپتامبر اسناد تسلیم ورشو را امضا نمود.
با تسلیم ورشو کوت‌سبا به عنوان اسیر جنگی به اردوگاه‌های اسرا فرستاده شد و تا آوریل ۱۹۴۵ که به دست سربازان آمریکایی آزاد گشت در اسارت بود. او پس از آزادی به لندن رفت و در آنجا سمت وزیر دفاع دولت در تبعید لهستان به او پیشنهاد گشت که این پیشنهاد را رد نمود و به جای آن در مستند کردن نقش لهستانی‌ها در جنگ جهانی دوم کوشید.

## مرگ
به کوت‌سبا اجازه بازگشت به لهستان داده شد اما او که به دلیل سرطان ناتوان از سفر بود ۸ ژانویه ۱۹۴۸ در لندن درگذشت.